# Reprezentacja Wenezueli na Mistrzostwach Świata w Narciarstwie Klasycznym 2009
Reprezentacja Wenezueli na Mistrzostwach Świata w Narciarstwie Klasycznym 2009 liczyła 1 sportowca. Najlepszym wynikiem było 62. miejsce (Cesar Baena) w biegu mężczyzn na 50 km.

## Medale

### Złote medale
Brak

### Srebrne medale
Brak

### Brązowe medale
Brak

## Wyniki

### Biegi narciarskie mężczyzn
Sprint
- Cesar Baena - 132. miejsce (odpadł w kwalifikacjach)

Bieg na 30 km
- Cesar Baena - 82. miejsce

Bieg na 50 km
- Cesar Baena - 62. miejsce